# Modellbautuning
Unter Modellbautuning versteht man allgemein die Modifikation von Teilen eines Modells, um dessen Qualität, die Performance oder das Aussehen zu verbessern. Der Grund, warum Tuning heutzutage ein wichtiges Thema im Modellbau darstellt, liegt in der geschichtlichen Entwicklung des Modellbaus.

## Begriff
Tunings im Modellbau bezeichnen Änderungen und Erweiterungen, die an einem Standardmodell oder einem Modell aus der Serienfertigung vorgenommen werden. Die Änderungen können zur Qualitätsverbesserung durchgeführt werden, aber auch rein dekorativen Charakter besitzen.

## Entwicklung
In der Anfangszeit des Modellbaus wurden Modelle vom Bastler komplett in Eigenregie konzipiert und gebaut. Dabei kamen handelsübliche Materialien, vor allem Leichtholz, zum Einsatz. Diese Baustoffe konnten mit Werkzeugen aus dem Hobbybereich bearbeitet werden. Der Modellbauer hatte alle Freiheiten - Tuning in der heutigen Form war noch unbekannt.
In der nächsten Phase spezialisierten sich Unternehmen darauf, Modelle als Bausätze anzubieten. Diese Bausätze enthalten neben einem Bauplan die benötigten Komponenten, um den Plan umzusetzen. Je mehr Bauteile vorgefertigt sind, desto weniger Freiheit hat man als Bastler. Tuning von Bausätzen besteht in der Verwendung anderer als der beiliegenden Komponenten.
Besonders im Modellflug benötigt man jedoch sehr leichte Komponenten, so dass man hier mittlerweile auf Werkstoffe (z. B. Verbundstoffe wie GFK) zurückgreift, die mit normalem Bastlerequipment nicht mehr bearbeitet werden können. Der Modellbauer ist also oft darauf angewiesen, zur Fertigstellung eines Modells die beiliegenden Bauteile zu verwenden. Das Tunen dieser high-tech Materialien ist daher sehr anspruchsvoll.
In den letzten Jahren hat ein Trend eingesetzt, preiswerte Ready-to-use-(RTU)- bzw. Ready-to-fly-(RTF)-Modelle anzubieten. Der Käufer erwirbt ein Modell, welches nach dem Einlegen der Batterien sofort einsatzbereit ist.
Aus dieser Entwicklung resultiert der in den letzten Jahren eingesetzte Boom zum Tunen von Modellen: Da der Markt der Bausatz- und RTU/RTF-Modelle sehr umkämpft ist, herrscht ein großer Preisdruck. Dieser führt dazu, dass die Entwickler oftmals sehr billige Komponenten einsetzen oder beilegen. Wer ein solches Modell dauerhaft benutzen möchte, ist auf den Austausch der Verschleißteile durch höherwertige Komponenten angewiesen. Außerdem führt die massenweise Verwendung von Glasfaser-Verbundstoffen dazu, dass Schäden an den Modellen nur durch Austausch der gesamten Verbundstoffkomponente ausgebessert werden können. Wenn diese nicht einzeln erhältlich sind, müssen sie durch anderweitige Bauteile ersetzt werden.
Geschieht der Einstieg in den Modellflug über den Kauf von RTF-Modellen, ist gar keine Bastelarbeit mehr durchzuführen. Sobald die Phase des Erlernen der Steuerung abgeschlossen ist, kommt häufig der Wunsch nach eines Steigerung der Leistungsfähigkeit des Modells auf und dieser ist nur durch Tuning der Leistungskomponenten (Motor, Regler) zu erreichen.

### Tuning im Modellauto-Bereich

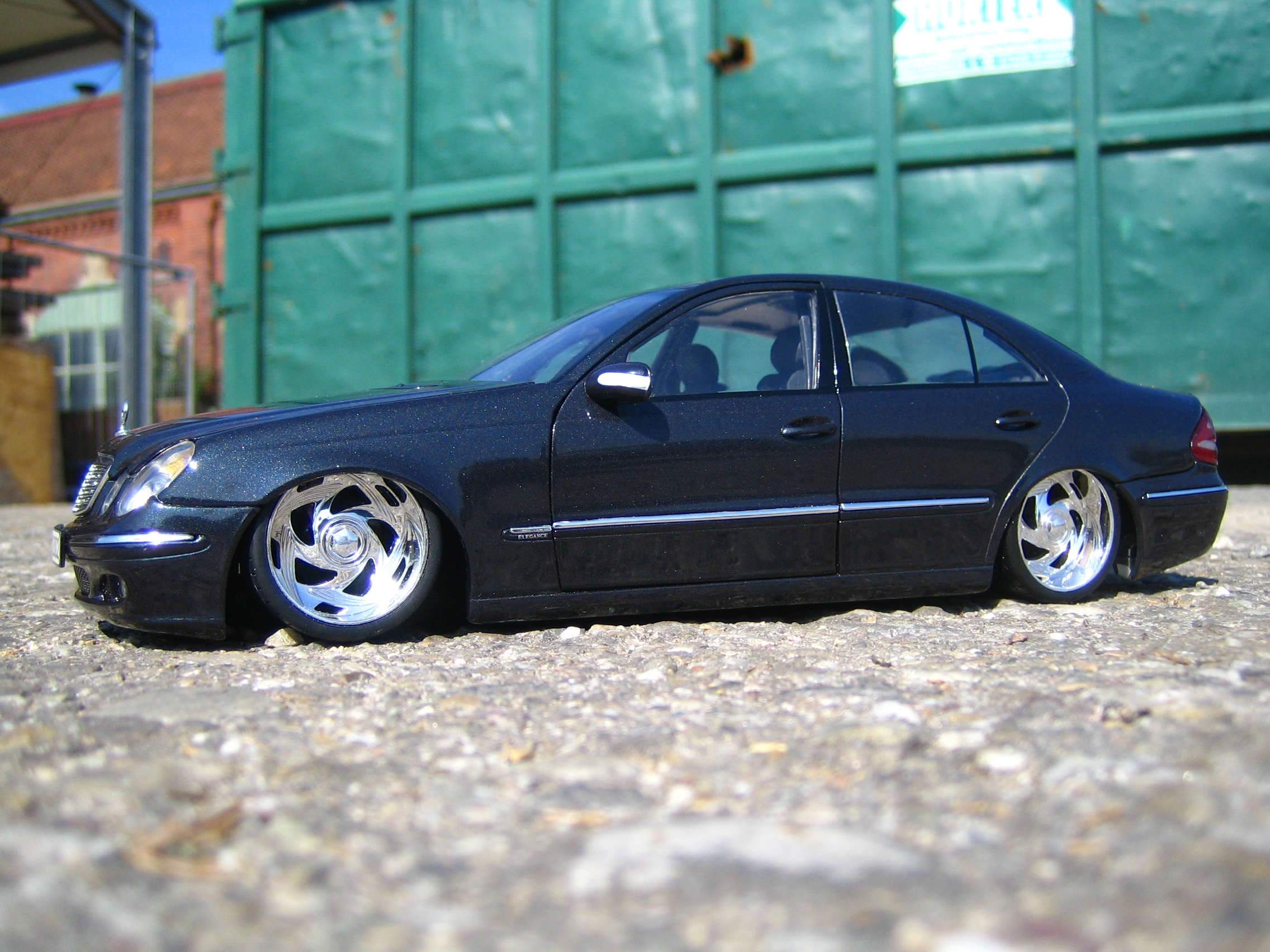
Eine getunte Mercedes E-Klasse als Modellauto im Maßstab 1:18

Tuning spielt aber nicht nur im Bereich der ferngesteuerten Modelle eine Rolle. Ein Beispiel rasanter Entwicklung des Tunings ist das Modellauto-Tuning. Die Rede ist hier nicht von RC-Cars, sondern von Standmodellen, die keinerlei Fahrfunktionen aufweisen, sondern vielmehr als Sammlermodelle in der Vitrine des Sammlers lagern. Wie oben bereits erwähnt, liegt auch hier der Schwerpunkt beim Veredeln bereits fertig gebauter Modellautos. Eine Reihe bekannter Hersteller dieser Basismodelle, wie z. B. Bburago, Maisto oder Revell bieten eine unglaubliche Fülle an Modellautos an, die allesamt viel Potential für Tuning aufweisen. Oft sind es kleine Details, die am Modell fehlen und dann in liebevoller Kleinarbeit von den Modellauto-Tunern hinzugefügt werden um das Modell dem echten Auto näherzubringen. Im Allgemeinen unterscheidet sich das Tuning von Modellautos nicht im Geringsten vom Tuning echter Autos. Alle Umbaumaßnahmen, die dort durchgeführt werden, werden im kleinen Maßstab nachvollzogen. Insbesondere sind zu nennen: 
Tieferlegungen, Umbau auf andere Felgen, Umlackierungen der Karosserie und der Ausbau des Innenraums. Der wichtigste Maßstab im 
Modellauto-Tuning ist der Maßstab 1:18.

## Aktuelle Situation
Viele Modellbauforen beschäftigen sich mittlerweile mehr mit dem Tuning als mit dem grundsätzlichen Aufbau eines Modells oder dem Zusammenbau eines Bausatzes. War es früher so, dass man über den Bau des Modells zum Pilot oder Kapitän wurde, passiert der Einstieg heute genau andersherum: Man lernt die Steuerung und verändert dann das Modell.

## Beispiele

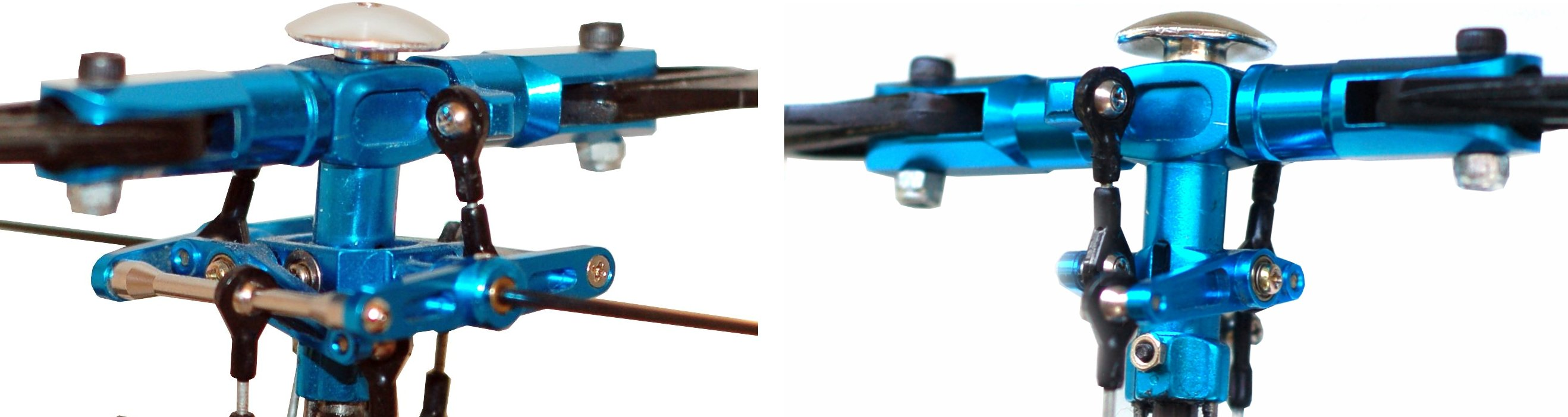
Umbau eines Modellhubschrauber-Paddelrotorkopfes in einen Rigid-Rotorkopf

- Effizienzsteigerung: Austausch von Bürstenmotoren durch bürstenlose Antriebe (Brushless-Motoren)
- Dekoration: Einsatz von glänzend lackierten Aluminium-Bauteilen statt Kunststoffkomponenten
- Erweiterung: funktionale Seilwinden an Modellhubschraubern
- Sicherheit: Verwendung gesicherter Übertragungsprotokolle für die Fernsteuerung (Umbau der Sendeanlage: z. B. Frequenz-Hopping, Prüfsummenprotokolle)
- Funktion: maßstabsgetreues Umbauen durch Verzicht auf mechanische Modellkomponenten (Hilfsrotoren beim Modellhubschrauber)